# Gibberella acuminata
Gibberella acuminata är en svampart som beskrevs av Wollenw. 1943. Gibberella acuminata ingår i släktet Gibberella och familjen Nectriaceae.   Inga underarter finns listade i Catalogue of Life.